# 圣费尔南多 (特立尼达和多巴哥)
圣费尔南多（英語：San Fernando）是加勒比海岛国特立尼达和多巴哥特立尼达岛的一座城市，也是该国的第二大城市，位于该岛西南部，拥有大型炼油厂:1253，建立于1595年，2011年人口48,838，人口密度为每平方公里2,570人，面积19平方公里，海拔高度1米。